# Kanamemo
Kanamemo (かなめも?) es una serie de manga Yonkoma escrita e ilustrada por Shoko Iwami, publicada por Houbunsha en la revista Manga Time Kirara Max desde el 19 de abril de 2007 al 19 de octubre de 2013.
Su adaptación al anime fue dirigida por Shigehito Takayanagi y producida por Feel, comenzó a emitirse el 5 de julio de 2009, culminando el 27 de septiembre de 2009.

## Argumento
La historia se centra en Kana Nakamachi, una chica de secundaria que anteriormente perdió a sus padres y recientemente perdió a la única familiar que tenía, su abuela.
Como resultado, terminó viviendo y trabajando en una oficina de entrega de periódicos para costear su vida.

## Personajes principales
Kana Nakamachi (中町 かな Nakamachi Kana?)
 Seiyū: Aki Toyosaki
Kana, protagonista principal de esta historia, es una niña de trece años huérfana que vive con su abuela.
Al comienzo de la historia, su abuela muere. Cuando hombres vienen a recuperar las pertenencias de su abuela por orden de la nueva propietaria, Kana asume que ella también será embargada y escapa. Su búsqueda de un nuevo alojamiento la lleva al Fuhshin Shinbun, donde vive ahora.
Kana es una chica sociable y tímida que se asusta fácilmente, particularmente en presencia de Haruka. También tiende a reaccionar exageradamente a cosas que no comprende del todo y con frecuencia las malinterpreta. Habiendo perdido a su abuela, se siente bastante sola cada vez que recuerda y se percata de que, algún día, inevitablemente tendrá que abandonar el Fuhshin Shinbun. Sin embargo, está dispuesta a demostrar su valía y a hacer lo que se necesite para ayudar al periódico, y a sus amigas. Aunque a veces es torpe y generalmente no tiene experiencia en casi nada, es bastante buena cocinando.
Saki Amano (天野 咲妃 Amano Saki?)
 Seiyū: Kaoru Mizuhara
Saki es la jefa asistente del Fuhshin Shinbun, a pesar de ser una niña de escuela primaria. Ella es la única "seria" del grupo, y con frecuencia reprende a las demás cuando descuidan sus deberes. Aun así, a menudo ayuda a Kana con sus problemas, interviniendo cuando Haruka se vuelve demasiado invasiva por ejemplo. También es propensa a dar recompensas espontáneas a las demás, aunque siempre justifica sus acciones siguiendo el patrón de: "Estábamos (ingrese excusa), de todos modos".
A pesar de tener la mentalidad de un adulto maduro, a veces actúa como una niña educada para entablar amistad con sus compañeros de clase y convencer a los padres, de dichos compañeros, de que se suscriban al diario.
Yume Kitaoka (北岡 ゆめ Kitaoka Yume?)
 Seiyū: Ryou Hirohashi
Yume es una chica enérgica con un gran gusto por las cosas dulces. Generalmente es despreocupada y siempre está de buen humor, aunque a veces su comportamiento puede volverse una molestia para las personas que la rodean.
Estudia en una academia de pastelería y, cada vez que cocina, agrega mucha más azúcar de la que indica la receta (ej: en una ocasión, agrega dos bolsas de azúcar a un plato de curry).
Ella y Yuuki son pareja. Está obsesionada con hacer todo junto a Yuuki, y se ve severamente decepcionada cuando no se le permite esta acción.
Yuuki Minami (南 ゆうき Minami Yūki?)
 Seiyū: Aya Endo
Yuuki es una chica alta y tímida, es la novia y alma gemela de Yume. Su estado emocional suele ser apacible, excepto cuando Yume está haciendo algo con otra persona y no se la involucra a ella.
Ella y Yume comparten un expresivo amor yuri, besándose en público ocasionalmente por ejemplo.
Cuando se trata del afecto de Yume, Yuuki es muy territorial, emite un aura peligrosa cada vez que Yume hace algo divertido sin ella.
Haruka Nishida (西田 はるか Nishida Haruka?)
 Seiyū: Yui Horie
Haruka es una chica madura de cabello azul que usa anteojos. Es una ávida bebedora de sake, por lo cual, a menudo se encuentra borracha.
Asiste a la universidad, y estudia bio-fermentación, lo que la lleva a crear numerosas bebidas diferentes a partir de sustancias biológicas (la mezcla resultante es casi siempre alcohólica).
Ella se autoproclama una lolicon con un fetiche para niñas menores de 15 años, se encuentra a menudo haciendo avances sobre Kana, quien le teme mucho por este aspecto.
Hinata Azuma (東 ひなた Azuma Hinata?)
 Seiyū: Eri Kitamura
Hinata es una chica despreocupada a la que le gusta apostar e invertir por diversos medios, como las carreras de caballos y el mercado de valores, pero duda al gastar dinero en cosas comunes como algodón de azúcar en un festival, alegando que es "solo un montón de azúcar".
Intentó ingresar a la universidad en numerosas ocasiones, pero falló dos veces los exámenes de ingreso, y los demás le auguran una tercera falla frecuentemente.
Es amable con Kana, ocasionalmente ayudándola. Y al igual que Saki, también detendrá a Haruka cuando invada el espacio personal de Kana.
Es interesante denotar el hecho de que usa el pronombre masculino "yo" ("boku") cuando se refiere a sí misma, dado que una hablante japonesa generalmente se refería a sí misma usando "watashi" o "atashi" que más femenino.
Mika Kujiin (久地院 美華 Kujiin Mika?)
 Seiyū: Rie Kugimiya
Mika entrega periódicos para otra oficina de periódicos, aunque no lo admitirá a menos que la presiones directamente. Es rápida para culpar a otros, y frecuentemente convierte sus errores en inconvenientes. Cuando se pierde durante una entrega, literalmente choca contra Kana, luego la perdona "permitiéndole" que la acompañe a su próximo destino, y luego se volvieron amigas.
Ella parece estar enamorada de Kana, y se irrita ante la idea de que Kana tenga novio.
En el manga. Mika tiene sentimientos por Kana, y a su vez, Kana tiene sentimientos extraños por Mika, como el placer de ver a Mika revolcarse cuando se altera.

## Personajes secundarios
Marimo (まりも Marimo?)
 Seiyū: Mikako Takahashi
Marimo era una empleada del Fuhshin Shinbun antes de graduarse de la universidad, un año antes de que Kana llegara, y tiene fama de ser la peor empleada de la oficina de entrega de periódicos de la historia. Sin embargo, todas la querían mucho.
Ella y Saki compartieron una amistad especial, aunque a Saki rara vez le gusta mencionarlo. Después de dejar su trabajo en Fuhshin Shinbun, vive de trabajos ocasionales, como vender verduras en el mercado de pulgas a precios escandalosamente bajos. Cuando no está trabajando, según sus palabras, "irá a donde la lleve el viento, a donde la lleve su humor".
Fumi (文?)
 Seiyū: Yumika Osaka
Amiga y compañera de clases de Kana y Mika.
Nao (直?)
 Seiyū: Momoko Ohara
Otra amiga y compañera de clases de Kana y Mika.
Ōtsuka (大塚 Ōtsuka?)
 Seiyū: Asami Shimoda
También es amiga y compañera de clases de Kana y Mika.
Bunta (ぶんた Bunta?)
Bunta es una gata callejera que merodea por el Fuhshin Shinbun. Es tratada como un miembro de la familia, y a menudo es quien anima a Kana.
Kaniko Echizen (越前 かにこ Echizen Kaniko?)
Kaniko es una representación robótica del mangaka, Shoko Iwami. Aparece en los capítulos omake del manga y como un efecto de transición que arroja cosas sin sentido en el anime.
Ken (ケン Ken?)
 Seiyū: Yuka Iguchi
Amigo y compañero de clases de Saki.

## Medios de Comunicación

### Manga
El manga escrito e ilustrado por Shoko Iwami inició su serialización en la revista Manga Time Kirara Max de Houbunsha desde el 19 de abril de 2007 al 19 de octubre de 2013.
Todos los capítulos se han recopilado y publicado en 6 volúmenes tankōbon.

#### Lista de volúmenes
| N.º | Fecha de publicación     | ISBN                   |
| --- | ------------------------ | ---------------------- |
| 1   | 27 de agosto de 2008     | ISBN 978-4-8322-7725-0 |
| 2   | 26 de marzo de 2009      | ISBN 978-4-8322-7791-5 |
| 3   | 26 de septiembre de 2009 | ISBN 978-4-8322-7844-8 |
| 4   | 27 de noviembre de 2010  | ISBN 978-4-8322-7960-5 |
| 5   | 26 de diciembre de 2012  | ISBN 978-4-8322-4242-5 |
| 6   | 27 de noviembre de 2013  | ISBN 978-4-8322-4371-2 |

### Anime
El anime Kanamemo, fue dirigido por Shigehito Takayanagi, producido por Feel y transmitido por TV Tokyo en Japón desde el 5 de julio de 2009 al 27 de septiembre de 2009. finalizando con 13 episodios transmitidos. También fue transmitido simultáneamente por Crunchyroll. La serie fue licenciada en Latinoamérica por Maiden Japan.

#### Lista de episodios
| # | Título                                                                                            | Estreno                  |
| --- | ------------------------------------------------------------------------------------------------- | ------------------------ |
| 01 | «Sola por primera vez...» «Hajimete no, Hitoribocchi...» (はじめての、ひとりぼっち…)              | 5 de julio de 2009       |
| Después de que su abuela fallece, Kana Nakamachi huye de su casa cuando ve que un grupo de personas comienzan a llevarse las pertenencias de su abuela. Mientras Kana busca un trabajo que le proporcione alojamiento y comida, pasa por la oficina de entrega de periódicos "Fuhshin Shinbun", pero inmediatamente se asusta por las curiosas personas que salen de allí. Después de tener varios intentos fallidos al buscar un lugar adecuado, Kana accidentalmente es golpeada por la bicicleta de una de las empleadas de Fuhshin, Yume Kitaoka, quien la lleva de regreso a Fuhshin Shinbun para que se recupere. Cuando Kana nota que está en el mismo lugar que vio en un principio decide pedir un trabajo. Y al enterarse de su situación, la joven jefa asistente, Saki Amano, acepta dejar que se quede. |                                                                                                   |                          |
| 02 | «Mi primera entrega de periódicos» «Hajimete no, Shinbun Haitatsu» (はじめての、新聞配達)         | 12 de julio de 2009      |
| Kana comienza su primer día de trabajo en el Fuhshin Shinbun, por lo cual, Saki decide llevarla por la ciudad para mostrarle su ruta de entrega. Pronto se descubre que Kana no sabe andar en bicicleta, lo que hace que las demás empleadas, Yume Kitaoka, Yuuki Minami, Haruka Nishida y Hinata Azuma, intentan enseñarle a montar una, en lo cual, no tienen mucho éxito. Cuando Saki le permite a Kana hacer su primer parto a pie, esta es atrapada por la lluvia y rápidamente busca refugio. En dicho lugar, Kara conoce a otra repartidora de diarios. |                                                                                                   |                          |
| 03 | «La primera sonrisa» «Hajimete no, Sumairu» (はじめての、スマイル)                                | 19 de julio de 2009      |
| Comienzan las clases de verano y Kana debe ir a la escuela. Ya en su clase, su profesor anuncia que una estudiante transferida se unirá a la misma, entonces Kana descubre que dicha estudiante resulta ser la chica que conoció anteriormente, Mika Kujiin. Más tarde, Saki le explica a Kana lo que es una sonrisa de negocios, y el cómo utilizarla ayuda a conseguir nuevos suscriptores, pero cuando Kana intenta sonreír, los resultados son horribles. Luego Kana ve a Mika, quien salió a "cazar suscriptores", y habla con ella, Saki se une a su conversación y descubre que Mika está trabajando para un periódico rival, rápidamente decide que Kana vaya con Mika para ahuyentar a los posibles suscriptores con su sonrisa. Después de una serie de fracasos, Mika decide ayudar a Kana a practicar su sonrisa. Logran obtener una sonrisa satisfactoria, pero terminan su día sin obtener ningún suscriptor, aun así, ambas se vuelven amigas y comienzan a llamarse por sus nombres. De regreso en el Fuhshin Shinbun, Kana muestra su nueva sonrisa a sus compañeras de trabajo, a quienes les resulta muy graciosa. |                                                                                                   |                          |
| 04 | «Mi primera vez en la piscina» «Hajimete no, Pūru» (はじめての、プール)                           | 26 de julio de 2009      |
| Después de sentirse alentadas por algunos cupones para un parque acuático, los cuales Saki confisca, Yume y las demás llevan a Kana a comprar trajes de baño para que puedan ir a la piscina juntas. Sin embargo, sus esperanzas se desvanecen cuando Saki les recuerda que todas tienen días libres en diferentes días de la semana. Ante esta situación, Yume sugiere que todas trabajen en traje de baño para mantener el espíritu, atrayendo suscriptores en el proceso. Al enterarse, Mika decide hacer lo mismo para que sus rivales no tengan ventaja e inspira a Kana a conquistar su vergüenza. Como agradecimiento por obtener muchos suscriptores, Saki prepara una piscina inflable en el jardín para las chicas. |                                                                                                   |                          |
| 05 | «Mi primera vez en el baños con todas» «Hajimete no, Minna de Ofuro» (はじめての、みんなでお風呂) | 2 de agosto de 2009      |
| Cuando un tifón golpea la ciudad, las chicas hacen un montón de teru teru bouzu para que mejore el clima y pare la lluvia, incluso hacen uno grande. Cuando el ojo de la tormenta se cierne sobre ellas, deciden aprovechar el momento e ir a un baño público. Mientras se preparaban, encuentran a Mika en la calle y la invitan a ir con ellas, siendo esta la primera vez que Mika va a un baño público. A pesar del acoso constante de Haruka, Kana y Mika disfrutan su baño. Sin embargo, al terminar, el ojo de la tormenta ha pasado, por lo cual, terminan atrapadas en el baño público. |                                                                                                   |                          |
| 06 | «Mi primera historia de fantasmas» «Hajimete no, Kowai Hanashi» (はじめての、恐い話)              | 9 de agosto de 2009      |
| Mientras las chicas regresan a casa en medio del tifón, encuentran a Mika y la llevan con ellas, y Kana se encuentra con algunas compañeras de su clase. Dichas compañeras le cuentan a Kana que la clase está haciendo un pastel para su maestra y no le dijeron nada porque no querían molestarla después de la muerte de su abuela. Mientras las chicas se encuentran en la oficina, por la tormenta, se corta la luz. Esto provoca que Kana se asuste, y al verla así, las demás comienzan a contar historias de terror para asustarla aún más. Más tarde, mientras las chicas escoltan a Kana a su habitación, sienten que una presencia desconocida toca sus piernas, lo cual las asusta. Sin embargo, cuando la luz vuelve, se revela que solo era un grupo de gatos que Saki dejó entrar para que se refugien de la lluvia. A la mañana siguiente, sin haber dormido, las trabajadoras del Fuhshin Shinbun tendrá que lidiar con el retraso de las entregas causado por el tifón, Al final, las compañeras de Kana la invitan a entregar el pastel a su maestra.                                                              |                                                                                                   |                          |
| 07 | «¡Mi primer bienvenida!» «Hajimete no, Omukae» (はじめての、お迎え)                               | 16 de agosto de 2009     |
| En el día de O-bon, las chicas deciden celebrarlo en honor a la abuela de Kana. Mientras realizan el ritual, Kana recuerda lo feliz que la hacía ir al Festival Obon con su abuela. Más tarde, las chicas se preparan y van al Festival Obon, y participan en muchas actividades. Durante el festival, Kana se encuentra con una niña pequeña, quien hace que la lleve por todo el festival antes de, supuestamente, desaparecer. Cuando el día llega a su fin, Kana se pregunta si esa niña era, quizás, el espíritu de su abuela. |                                                                                                   |                          |
| 08 | «Mi primera charla sobre recuerdos» «Hajimete no, Omoidebanashi» (はじめての、思い出話)           | 23 de agosto de 2009     |
| El grupo recuerda a una chica llamada Marimo, quien trabajó en Fuhshin Shinbun y se marchó hace un año. A pesar de ser la peor empleada, a los ojos de Saki, las demás sienten que Saki, por algún motivo, estaba muy unida a ella. Tiempo atrás, durante un día nevado, mientras Hinata buscaba a Marimo, terminó encontrando su bicicleta tirada sobre la nieve y una pila de periódicos que conducían al río. Al escuchar dicha noticias, Saki desesperadamente sale a buscarla, pero al final, Marimo es quien la encuentra. Avergonzada por la historia, Saki rebaja el salario de todas. Cuando Kana escucha que Marimo se graduó y se fue al día siguiente de lo sucedido, se preocupa por el hecho de que, algún día, también tendrá que irse. Mientras tanto, Saki recuerdos los buenos momentos que paso junto a Marimo. |                                                                                                   |                          |
| 09 | «¿Mi primera dieta?» «Hajimete no, Daietto?» (はじめての、ダイエット?)                            | 30 de agosto de 2009     |
| Kana se sorprende al descubrir que aumento de peso, al verla, Yume, Yuuki y Hinata deciden ayudarla a hacer una dieta en la que no tenga que dejar de comer. Hinata le da a Kana un disfraz de perro para que pueda sudar más durante sus entregas, pero pronto se mete en problemas con un perro llamado Jon. Después de ser rescatada por Mika, aparece la dueña de Jon, Sacchan, una amiga de Kana. Entonces, Sacchan les pide que cuiden a su perro por el día dado que ella y su familia estarán ausentes. Con la ayuda de Yume, Yuuki y Hinata, Kana y Mika llevan a Jon al parque, en dicho lugar Mika logra superar su vacilación inicial. Mika le cuenta a Kana que solía tener una perra, y se entristece al recordar cómo tuvo que dejarla atrás cuando se mudó. Después de devolver a Jon a sus dueños, Mika se siente un poco sola, sin embargo, se siente feliz al entender que su perra seguramente está siendo tratada de la misma manera. Al final del día, Kana se da cuenta de que olvidó por completo su dieta.                                                                                                   |                                                                                                   |                          |
| 10 | «Mis primeros sentimientos» «Hajimete no, Kimochi» (はじめての、気持ち)                           | 6 de septiembre de 2009  |
| Kana regresa de su entrega matutina y encuentra a Yume a punto de partir en una limusina, dejando atrás unas galletas saladas. Un momento después, las demás le cuentan a Kana que Yume es de una familia noble y que regresó a su casa. Dicho suceso parece afectar mucho a Yuuki, y al ver a esta última llorar, Kana no puede evitar hacer suposiciones sobre lo que realmente está sucediendo. Esto la lleva a volverse paranoica ante cualquier cosa que pueda molestar a Yuuki. Sin embargo, pronto descubre que Yuuki estaba llorando por un dolor de muelas y no querer ir al dentista, y que Yume había asistido a un funeral. Aun así, todo esto hizo que Kana se sienta un poco sola. A la mañana siguiente, aún un poco deprimida, Kana se encuentra con Mika y luego de comprar un poco de sopa, se siente un poco mejor. |                                                                                                   |                          |
| 11 | «Mi primera vez cuidando a alguien» «Hajimete no, Kanbyō» (はじめての、看病)                      | 13 de septiembre de 2009 |
| Entrando en la temporada de lluvias, Yuki se resfría. Entonces, Yume se hace cargo del trabajo de Yuki, termina trabajando demasiado y también se resfría, aunque pronto ambas mejoran después de "sudar" juntas. Al día siguiente, es Saki quien se resfría y Kana decide cuidarla, aunque no toda su ayuda es apreciada. Poco después, Kana también se resfría y las demás la obligan a descansar. Esa noche, Kana tiene una pesadilla, en la cual, todas se marchan y la dejan sola. Se despierta abruptamente sintiéndose desanimada y se sorprende al ver a Saki durmiendo junto a ella. Saki se despierta, y mientras se marcha, le dice a Kana que ella tiene un papel que cumplir en el Fuhshin Shinbun, con ocultas intenciones de animarla. Entonces, Kana piensa, y sabe, que está siendo protegida por las demás, y se pregunta si está bien dejar que las cosas sigan así. |                                                                                                   |                          |
| 12 | «La primera persona» «Hajimete no, Hito» (はじめての、ひと)                                       | 20 de septiembre de 2009 |
| Las chicas participan en un mercado de pulgas para recaudar dinero para un aire acondicionado. Kana aún se siente un poco sola, y en un momento dado las chicas hablan felizmente sobre Marimo, haciendo que Kana se sienta aún más sola. Durante el almuerzo, se le pide a Kana que vaya al banco por cambio. En su camino al banco se encuentra con Mika, quien se ofrece a ayudar en el puesto del Fuhshin Shinbun. Continuando, Kana se topa, sin saberlo, con Marimo, y termina teniendo que ayudarla a vender verduras. Después de vender todos sus productos a un precio muy barato, Marimo lleva a Kana a un mirador especial debajo de un olivo, donde alivia algunos de los temores de Kana. A pesar de no saber el nombre de la joven con la que habló, es decir, Marimo, Kana regresa con una sonrisa en su rostro. Al reencontrarse con las demás, recibe varios recortes salariales por faltar al trabajo. |                                                                                                   |                          |
| 13 | «Y la primera...» «Soshite, Hajimete no...» (そして、はじめての…)                                 | 27 de septiembre de 2009 |
| Mientras el Fushin Shinbun se prepara para entrevistar a los nuevos empleados, Kana intenta aprender a andar en bicicleta para poder ser una buena senpai. Más tarde, Kana se encuentra con Mika en el parque, deciden tener una carrera imaginaria en bicicleta que pronto termina en una tragedia imaginaria. De regreso en su habitación, Kana se da cuenta de que casi ha llenado su diario y decide comprar otro. Buscando cuál comprar, encuentra uno lindo y rosa, pero descubre que es demasiado caro. Entonces aparece Yume y se ofrece a comprarlo para ella, pero Kana se niega dado que Yume no tiene ninguna razón para regalarselo. Cuando Yume les cuenta a las demás lo sucedido, juntas diseñan un plan que obligará a Kana a hacer tareas domésticas como excusa para que gane el dinero necesario como una bonificación. Aceptando su pago y dicha bonificación, Kana compra un nuevo diario y espera a los nuevos empleados. |                                                                                                   |                          |

#### Música
Temas de apertura (opening)
- Kimi e to Tsunagu Kokoro (君へとつなぐココロ lit. Mi corazón se conectará contigo?)

Interpretado por: Aki Toyosaki, Kaoru Mizuhara, y Rie Kugimiya

Temas de cierre (endings)
- YAHHO!! Kanamemo Ver. (YAHHO!! かなめもVer. lit. YAHHO!! Versión Kanamemo?) Caps. 1 - 12

Interpretado por: Yui Horie.
- YAHHO!! Kanamemo Saishūkai Ver. (YAHHO!! かなめも最終回Ver. lit. YAHHO!! Versión Kanamemo última parte?) Cap. 13

Interpretado por: Yui Horie.